# Streets of Rage 3
Streets of Rage 3, известная как Bare Knuckle III (яп. ベアナックルIII Бэа Наккуру III) в Японии — видеоигра в жанре beat ’em up, выпущенная фирмой Sega в 1994 году для игровой видеоприставки Sega Mega Drive/Genesis. Третья часть из серии Streets of Rage. Позже она также вышла в составе коллекции Sonic Gems Collection для видеоприставок GameCube и PlayStation 2, а также Wii Virtual Console 24 сентября 2007 года. Игра также доступна в составе коллекции Sonic's Ultimate Genesis Collection для Xbox 360 и PlayStation 3.
Игра имеет ряд улучшений по сравнению с предыдущими частями Streets of Rage и Streets of Rage 2, такие как более сложный сюжет, большее количество концовок, более длинные уровни, более глубоким сценарием (с интерактивными уровнями и ловушками, такими как ямы) и более быстрым геймплеем. Теперь оружие может использоваться только несколько раз, после чего оно ломается. Добавлены скрытые персонажи в несколько внутриигровых видео, для того чтобы сделать сюжет более глубоким и разнообразным.

## Разработка
На нескольких пре-релизных скриншотах изображён уровень, на котором игроки едут на мотоциклах. Этот уровень был исключён из финальной версии, но неофициально доступен в японской версии игры с помощью взломщика кодов Game Genie.
- Аксель и Скейт отсутствуют на обложке европейской версии игры, в то время как изображён новый персонаж Зан позади Блейз.
- Молния в начале игры сверкала перед названием игры, молния была исключена из финальной версии игры.

## Игровой процесс
Игра стала более быстрой и динамичной по сравнению с предыдущими версиями. У персонажей игры появились новые движения и возможность бегать (раньше мог бегать только Скейт из Streets of Rage 2). Удары игроков наносят меньший урон врагам. Таймер был заменён на «индикатор мощности», который по достижении максимального уровня позволяет наносить специальные удары без потери уровня жизни.
- В отличие от первой и второй частей, оружие может использоваться ограниченное количество раз. Тем не менее, имеется возможность совершать специальные удары с применением оружия. Также возвращена возможность совершения совместной атаки для нанесения мощного удара по противникам, присутствовавшая в Streets of Rage.
- Ловушки также были возвращены из оригинальной игры, например, враги могут быть сброшены в яму или в шахту лифта.
- Искусственный интеллект противников был значительно усовершенствован, теперь враги могут подбирать оружие, блокировать атаки, совершать совместные приёмы (большой толстый противник кидает в игрока противника под именем Гарсия, чтобы сбить игрока с ног), и всячески препятствовать съеданию игроком пищи для восстановления здоровья.

## Сюжет
После того как Мистер Х потерпел два поражения, он основал исследовательскую компанию «RoboCy Corporation» для прикрытия своей нелегальной деятельности. Доктор Зан, лучший мировой специалист в области роботостроения, был привлечён для создания армии человекоподобных роботов, способных заменить собой важных чиновников города. Совершив подмену, Мистер Х планировал управлять городом с помощью пульта дистанционного управления. Его криминальная организация, Синдикат, заблаговременно разместила бомбы c радиоактивным элементом «ракушин» в разных местах города с целью отвлечения внимания полиции во время проведения подмены чиновников.
Доктор Зан (в том числе, и открыватель элемента «ракушин») раскрывает истинные цели проводимых исследований и предаёт Синдикат, пытаясь остановить акцию. Он связывается с Блейз Филдинг и рассказывает ей все замыслы Синдиката. Блейз сразу же выходит на связь со своими старыми друзьями, Акселем Стоуном и Адамом Хантером, и предлагает им объединиться в группу, чтобы раз и навсегда положить конец существованию Синдиката. Аксель сразу же принимает предложение, но Адам не может этого сделать (по причине его службы в полиции) и посылает вместо себя своего брата, Эдди «Skate» Хантера.

## Персонажи
Три персонажа из предыдущих частей игры используются в Streets of Rage 3: Аксель Стоун, Блейз Филдинг, и Эдди «Скейт» Хантер (Сэмми Хантер в японской версии), каждый из которых имеет свои сильные и слабые стороны. Доктор Зан заменил Макса из второй части игры. Доктор Зан обладает некоторой особенностью по сравнению с другими персонажами: когда он подбирает оружие, оно превращается в светящийся огненный шар. Адам из Streets of Rage участвует в игре только эпизодически, Макс появляется только в хорошей концовке игры.
Имеется возможность играть за одного из трёх боссов при использовании чит-кодов. Гомосексуальный босс Эш был исключён из западных версий игры (но доступен через чит-картриджи в японской версии игры). Так же через чит-коды могут быть доступны Шива (мастер боевых искусств, появившийся впервые в Streets of Rage 2) и подбосс Ру (кенгуру, которого в японской версии зовут Викти). Шива и Ру не могут применять оружие.
Также в японской бета-версии (Bare Knuckle III) после победы над Моной и Лизой, благодаря чит-кодам, мог открыться персонаж по имени Монализа. Она имела внешность и спрайты двух её сестер. Но после обрезки бета-версии, Монализа перестала существовать как секретный персонаж.
Также в игре есть Супер Аксель. За него можно играть, если в выборе персонажей выбрать Акселя, нажатием кнопки A и сразу зажать X и крутить D-pad джойстика по часовой стрелке (может получиться не с первого раза).
Благодаря фанатам, в интернете существует неофициальный хак игры, Bare Knuckle 3 Project (также именуется как Streets of Rage 3 Project), где с самого начала игроку доступны Эш, Шива и Ру, а также возвращены Макс и Адам.

## Концовки
Игра имеет четыре концовки, в зависимости от выбранного уровня сложности игры и количества пройденных игроком уровней за определённое время.
Плохая концовка. Игрок прошёл игру на нормальном или тяжёлом уровне сложности (в японской версии на любом из уровней сложности), спас начальника полиции, победил Робота Y, но уже после истечения лимита времени. Штаб-квартира Синдиката должна вот-вот взорваться, но Адам успевает спасти своих товарищей на вертолёте. Штаб-квартира взрывается, но в это же время город разрушается серией взрывов. Показа титров не происходит.
Нейтральная концовка. Игрок прошёл игру на лёгком уровне сложности и одержал победу над роботизированной копией Мистера Х. После поражения робот говорит, что ни за что не выдаст местоположения настоящего Мистера Х. Далее идёт сцена, изображающая Мистера Х, держащего в правой руке бокал с вином и наблюдающего за уничтоженным роботом на экране проектора. В ярости Мистер X сжимает кулак, раздавливая бокал пальцами. На экране появляется надпись «THE END?». Показа титров не происходит. Доступна только в английской версии.
Нейтральная концовка 2. Игрок прошёл игру на нормальном или тяжёлом уровне сложности (в японской версии на любом из уровней сложности), но не смог спасти начальника полиции. В этом случае последний уровень игры проходит в мэрии, в присутствии прессы. Игрок должен победить двойника начальника полиции, который оказывается Шивой. После того, как игрок одерживает победу над Шивой, доктор Зан пытается заставить Шиву выдать местоположение Мистера Х, но тот отказывается. После этого опять появляется изображение Мистера Х, с ненавистью наблюдающего происходящие действия на мониторе и ломающего стакан с вином. Появляется надпись «THE END?» внизу экрана, показ титров не происходит.
Хорошая концовка. Игрок прошёл игру на нормальном или тяжёлом уровне сложности (в японской версии на любом из уровней сложности), спас начальника полиции и победил робота Y до окончания отведённого лимита времени. Адам успевает спасти группу героев, появляется изображение четырёх счастливых героев на фоне спасённого города, а также текст, сообщающий о том, что чиновники города успешно спасены, их роботизированные копии уничтожены, бомбы обезврежены, а доктор Дахм/Зеро помещён в психиатрическую клинику. Доктор Зан извиняется перед жителями города за своё участие в преступной деятельности Синдиката, и через некоторое время уезжает из города. После показа титров появляется картинка, изображающая группу героев (в том числе и Макс с Адамом), наблюдающих закат и надпись «THE END» внизу экрана.

## Различия в региональных версиях игры
В процессе адаптации оригинальной японской игры Bare Knuckle 3 к европейской версии Streets of Rage 3 были внесены значительные изменения. Поменялись цвета одежды трёх возвращённых героев из предыдущих частей игры (Акселя, Блейз и Сэмми), одежда врагов женского пола стала менее откровенной, гомосексуальный босс Эш был исключён из английской версии игры (но осталась возможность выбора этого персонажа в случае применения чит-кодов), в конечной заставке купальник Блейз стал не таким откровенным и была изменена поза удара в прыжке (прикрыв нижнее бельё).
Другое существенное различие заключается в сюжете игры: сюжет японской версии игры начинается со взрыва нового взрывчатого вещества под названием «Laxine», открытым Доктором Гилбертом, взрыв которого унёс жизни тысяч людей. В то же самое время исчезает генерал Иван Петров. Как выяснилось впоследствии, исчезновение генерала организовал Мистер Х, который планирует использовать новое взрывчатое вещество «Laxine», чтобы начать глобальную войну.
В английской версии игры были убраны все упоминания о веществе «Laxine», генерал Иван Петров был заменён шефом полиции города, основная сюжетная линия была изменена — теперь основным замыслом Мистера Х становится подмена главных чиновников города их точными копиями — человекоподобными роботами, с целью получения контроля над городом.  В случае плохой концовки в Bare Knuckle 3 отображается фотография разрушенного города в качестве фона для текста, сообщающего о проигрыше игрока; в Streets of Rage 3 фотография была удалена, прокрутка текста происходит на чёрном фоне. В случае плохой концовки в Streets of Rage 3 показа титров не происходит, в то время как в Bare Knuckle 3 титры показываются всегда.
Общая сложность игры также была изменена в английской версии, даже на нормальном уровне сложности игра оказалась значительно более сложной, нежели в японской версии. Также следует отметить, что английская версия игры не может быть полностью пройдена на лёгком уровне сложности (игра заканчивается после прохождения 5-го уровня).
Изображения Акселя и Skate отсутствуют на обложке европейской версии игры, в то время как рядом с Блейз появляется новый герой — Доктор Зан.

## Саундтрек
Саундтрек подвергся влиянию техносцене Детройта, произведениям Джеффа Миллза, Роберта Худа и др., популярным в то время в Токио исполнителям клубной музыки. При создании саундтрека использовался генератор случайного шума, запрограммированный Motohiro Kawashima и Юдзо Косиро.

## Переиздания игры
Японская версия Sonic Gems Collection включает в себя Bare Knuckle I, II, III (Streets of Rage 1, 2 и 3). Тем не менее, за пределами Японии все части игры, так же, как и Bonanza Bros., были исключены из сборника для достижения более низкого возрастного ценза. Позже Streets of Rage 3 вместе с другими играми появилась в составе Sonic's Ultimate Genesis Collection.
С 2010 года игра доступна в составе сборника SEGA Mega Drive and Genesis Classics для платформ Linux, macOS, Windows, с 2018 — PlayStation 4, Xbox One и Nintendo Switch.
В 2011 году Sega закрыла крупный фанатский проект «Streets of Rage Remake» (2003—2011), сославшись на право интеллектуальной собственности.

## Продолжение
В 2018 году анонсировали четвёртую часть игры. Событие игры будет происходить спустя 10 лет после событий третьей части.